# Ladislav Nagy (překladatel)
Ladislav Nagy (* 5. prosince 1974 Tábor) je vysokoškolský pedagog, překladatel, literární kritik, publicista a ředitel Ústavu anglistiky na Filozofické fakultě Jihočeské univerzity v Českých Budějovicích.

## Životopis
Po maturitě na gymnáziu, se Ladislav Nagy rozhodoval mezi studiem matematiky a fyziky nebo angličtiny. S představou budoucího učitele angličtiny začal studovat v roce 1993 na Filozofické fakultě Univerzity Karlovy v Praze 1999 anglistiku a filozofii. Ovlivnil jej pohled lidí, kteří zde v té době přednášeli, jako např. Ladislav Hejdánek, Miroslav Petříček nebo Pavel Kouba. Absolvoval státními závěrečnými zkouškami v roce 1999.
Specializace na současnou britskou prózu se promítá do celé jeho profesní kariéry. Společně s profesorem Martinem Hilským a později sám vedl semináře na filozofické fakultě UK v Praze. Doktorské studium věnoval též současné britské próze.
Bydlí v Táboře, „druhý domov“ má s rodinou ve Chrboníně. Domek, který zde zrekonstruoval, koupil jeho děda na konci osmdesátých let 20. století. S manželkou Petrou mají tři dcery.
Ladislav Nagy přednáší na filozofické fakultě Jihočeské univerzity. Od roku 2010 zde působí také jako ředitel Ústavu anglistiky, který zakládal spolu s Tomášem Jajtnerem a Martinem Hilským. Překládá z angličtiny, píše především o současné britské a americké literatuře. V rámci nakladatelství Karolinum spoluzakládal edici Limes. Jejím cílem je představit české odborné veřejnosti (učitelům a studentům) nebo vědcům v humanitních vědách problémy studia literatury, dějin, jazykovědy a filosofie tendence v literární vědě a kulturních studiích „západní kultury“ druhé poloviny 20. století.
Trénuje koně. Na začátku devadesátých let se naučil základy ve veřejné jízdárně. Při studiu na vysoké škole v Praze, jezdil ve Velké Chuchli u trenéra Tomáše Šatry. Absolvoval roční rekvalifikační kurz trenérství dostihových koní, který ukončil zkouškami po státnicích.
Patří mezi osobnosti kulturního festivalu Tabook – festivalu knih, autorského čtení, hudby, divadla a výstav, pořádaného od roku 2012 každoročně v Táboře.
Za překlad prvního dílu pentalogie Edwarda St Aubyna Patrick Melrose I. získal cenu Magnesia Litera 2020 v kategorii „překladová kniha“.

## Tvorba
Ladislav Nagy začal již na vysoké škole s překlady technické a postupně odborné literatury. Po ukončení studia vedl několik let britskou sekci na internetovém portálu iliteratura.cz. Účastnil se přípravy a moderoval dva ročníky pražského Festivalu spisovatelů.
Literaturu zpřístupňuje širšímu okruhu čtenářů, napsal řadu doslovů k překladům z britské i americké literatury. V rámci projektu Plzeň – Evropské hlavní město kultury, se zúčastnil cyklu přednášek O Překladu anglickém.
Články o současné britské próze publikuje v denících Lidové noviny a Hospodářské noviny. Je externím spolupracovníkem Deníku N, kde se v kulturní rubrice věnuje literatuře. Přispívá do časopisů (Tvar, A2, Respekt, Reflex, Revolver Revue, Živel) i do odborných periodik (Litteraria Pragensia, Svět literatury, Prague Journal of English Studies nebo slovenský Litikon).
Do češtiny překládá beletrii, především současnou prózu (např. Kazuo Ishiguro, Barry Unsworth, Jeffrey Eugenides, Julian Barnes) i teoretické práce Harolda Blooma nebo Umberta Eca.

### Odborné monografie
- Od slavíka k papouškovi, Host: Brno 2002
- Londýn stejný a jiný, Arbor vitae: Praha 2004
- In memoriam, Episteme: České Budějovice 2015
- Palimpsesty, heterotopie & krajiny. Historie v anglickém románu posledních desetiletí, Karolinum: Praha 2016
- Od romance k románu a zpět, Praha: Argo 2019

Příspěvky v odborných monografiích
- BÍLEK, Petr A., Ladislav NAGY a David SKALICKÝ, ed. "Vše rozpadá se, střed se zevnitř hroutí": lomy, vertikály, refrakce. České Budějovice: Jihočeská univerzita v Českých Budějovicích, 2017.

- Ladislav Nagy, „Waverley, zrození historického románu a konstrukce národní identity“, in: Skalický, Bauer, Brdek, Papoušek (eds.), Jazyky reprezentace, Akropolis: Praha 2014, s. 235–243.
- Ladislav Nagy, „Poetically Man Dwells, or John Clare Resurrected“, in: Horová, Pilný (eds.), ’Tis to Create & in Creating Live, Essays in Honour of Martin Procházka, Praha: Univerzita Karlova 2013, s. 58–64.

### Knižní překlady
- Harold Bloom, Kánon západní literatury, (společně s Martinem Pokorným), Prostor: Praha 2000
- Norman Davies, Evropa: Dějiny jednoho kontinentu, (překlad části knihy), Prostor: Praha 2000
- Louis Kahn, Ticho a světlo (společně s Ondřejem Císlerem), Arbor vitae: Praha 2002
- Karel Honzík, Beyond the Horizon of Objectivity, Arbor vitae: Praha 2002
- David Silvester, Pět rozhovorů, Arbor vitae 2003
- Barnett Newman, Umělec-kritik (společně se Stanislavem Kolíbalem), Arbor vitae: Praha 2004
- Umberto Eco, Meze interpretace, Karolinum: Praha 2004
- Robert Irwin, Alhambra, BB Art: Praha 2004
- Edith Templetonová, Gordon, Odeon: Praha 2004
- Hari Kunzru, Impresionista, BB Art: Praha 2005
- Stephen Law, Akta F, filosofie pro záškoláky, Argo: Praha 2005
- Robert Irwin, Modlitby na těle, BB Art: Praha 2005
- Robert Irwin, Co oči nevidí, BB Art: Praha 2005
- Hari Kunzru, Virus, BB Art: Praha 2006
- Barry Unsworth, Tanečnice, BB Art: Praha 2007
- Alexander Trocchi, Kainova kniha, Odeon: Praha 2007
- Rupert Thomson, Kniha zjevení, Mladá fronta: Praha 2008
- Tom Becker, Temná strana, Albatros: Praha 2008
- James Robertson, Závěť Gedeona Macka, BB Art: Praha 2008
- Steven Hall, Čelisti slov, Odeon: Praha 2008
- Jeffrey Eugenides, Hermafrodit, BB Art: Praha 2009
- Hayden White, Tropika diskursu, Karolinum: Praha 2010
- Julian Barnes, Pohlédnout do slunce, Mladá fronta: Praha 2010
- Kazuo Ishiguro, Nokturna, Plus: Praha 2010
- James Graham Ballard, Království tvé, Plus: Praha 2012
- Don DeLillo, Cosmopolis, Odeon: Praha 2012
- James Kelman, Dobré ráno, Hari, Odeon: Praha 2012
- Vincent Shandor, Podkarpatská Rus od vzniku ČSR po sovětskou anexi, Rybka Publishers: Praha 2013
- Keith Harring, Deníky (překládáno společně se studenty), Kniha Zlín: Zlín 2013
- Andrew Crumey, Schrödingerova velryba, Argo: Praha 2014
- Alexander Trocchi, Helen v zajetí touhy, Argo: Praha 2014
- Lawrence Durrell, Černá kniha, Odeon: Praha 2014
- Edward St Aubyn, Marně hledám slov, Argo: Praha 2015
- Helen Oyeyemi, Dívka jménem Boy, Argo: Praha 2016
- Andrew Michael Hurley, Samota. Praha: Argo 2018
- Jaimy Gordonová, Poslední dny slávy. Praha: Argo 2018
- Camille Paglia, Svobodné ženy, svobodní muži, eseje o pohlaví, genderu a feminismu. Praha: Argo 2019
- Edward St Aubyn, Patrick Melrose I, Praha: Argo 2019
- Karel Srp (ed.), Years of Disarray 1908-1928: Avant-gardes in Central Europe. Praha: Arbor vitae 2019
- Edward St Aubyn, Patrick Melrose II, Praha: Argo 2020
- Pierre Klossowski, Nietzsche a bludný kruh, Praha: Karolinum 2020
- Ivan Krastev, Už je zítra? Praha: Karolinum 2020
- Ivan Krastev, Stephen Holmes, Slovo, jež pohaslo. Praha: Karolinum 2020

- Andrew Michael Hurley, Hladový lán, Praha: Argo 2021.
- Pierre Klossowski (společně s Martinem Pokorným), Nietzsche a bludný kruh, Praha: Karolinum 2021.